# Leonhard von Laiming

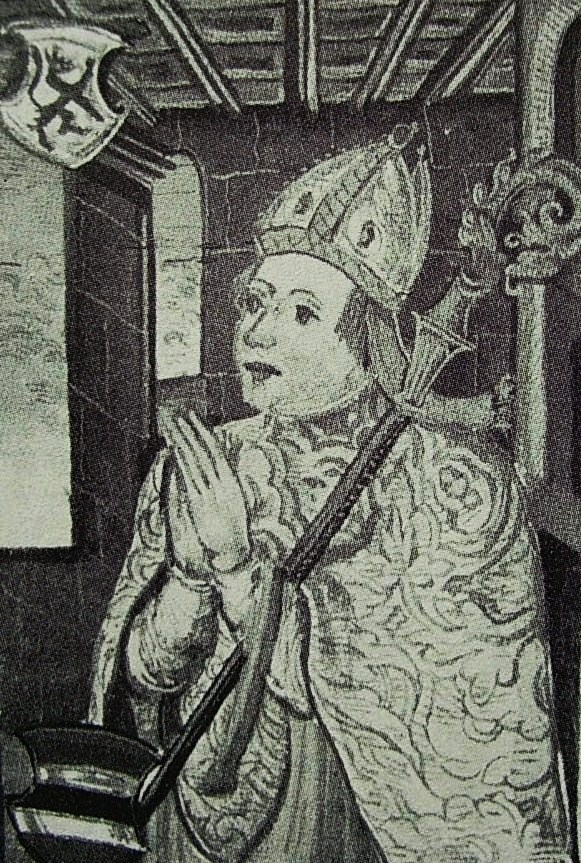
Bischof Leonhard von Laiming

Leonhard von Laiming (* 1381 in Rosenheim; † 24. Juni 1451 in Passau) war seit 1424 Fürstbischof im Bistum Passau.

## Leben
Er stammte aus einer bayerischen Ministerialenfamilie und studierte 1407 in Wien und dann in Bologna, wo er den Titel „Doctor decretorum“ erwarb. Seit 1400 war er Kleriker in Salzburg und Domherr in Passau. Die Priesterweihe empfing er 1414.
1420 wurde er Offizial des Bischofs von Passau für das Land ob der Enns (Oberösterreich). 1422 ernannte ihn König Sigismund zum Hofkaplan. Im Juli 1423 wurde er gegen den österreichischen Kandidaten zum Bischof von Passau gewählt und im April 1424 vom Papst bestätigt. Die Passauer Bürger leisteten ihm erst sechs Jahre nach seiner Wahl den Huldigungseid.
Bischof Leonhard ließ in Passau die Veste Oberhaus weiter ausbauen und verstärken. Darüber hinaus initiierte er den Wiederaufbau der 1435 zerstörten Veste Niederhaus. Er unterstützte die österreichische Politik, und 1438 ernannte ihn König Albrecht II. zum Kanzler, ein Amt, das er auch unter Albrechts Nachfolger Friedrich III. innehatte.
Leonhard bekannte sich nach der Wahl des Gegenpapstes Felix V. zu Eugen IV. und suchte im Auftrag der deutschen Herrscher auf dem Konzil von Basel zwischen dem radikalen Flügel des Konzils, der die Oberhoheit des Papstes ablehnte, und Papst Eugen IV. zu vermitteln. Sein Sekretär auf dem Konzil war Johannes Seld de Leubs.
In seinem Bistum förderte er die Klosterreform im österreichischen Teil der Diözese. 1435, 1437 und 1440 berief er in Passau Diözesansynoden ein, um die Beschlüsse des Konzils von Basel durchzusetzen. Den Dom St. Stephan ließ er weiter ausbauen. Sein kunstreiches Grabmal wurde beim Stadtbrand von 1662 von den Flammen zerstört.